# Dänischer Fußballpokal 2009/10
Der Dänische Fußballpokal 2009/10 (unter Sponsorenschaft auch Ekstra Bladet Cup) war die 56. Austragung des dänischen Pokalwettbewerbs der Männer. Er wurde vom dänischen Fußballverband ausgetragen. Das Finale fand traditionell am Himmelfahrtstag (13. Mai 2010) im Parken von Kopenhagen statt. Pokalsieger wurde FC Nordsjælland, der sich im Finale gegen FC Midtjylland durchsetzte.
Das Halbfinale wurde in Hin- und Rückspiel entschieden. In den anderen Runden wurden die Begegnungen in einem Spiel ausgetragen. Bei unentschiedenem Ausgang wurde zur Ermittlung des Siegers eine Verlängerung gespielt. Stand danach kein Sieger fest, folgte ein Elfmeterschießen.

## 1. Runde
Es nahmen 57 Mannschaften der Dänemarkserie oder tiefer, 24 Vereine der 2. Division 2008/09 (ohne Reservemannschaften), 12 Teams der 1. Division 2008/09 sowie der Elfte und Zwölfte der Superliga 2008/09 teil. Wegen der ungeraden Teilnehmerzahl gab es für eine Mannschaft ein Freilos.
- Freilos: FC Fyn

| Datum      |                              | Ergebnis              |                    |
| ---------- | ---------------------------- | --------------------- | ------------------ |
| 08.08.2009 | Nexø BK                      | 0:3                   | Elite 3000 Fodbold |
| 10.08.2009 | Ledøje-Smørum Fodbold        | 0:1                   | Avedøre IF         |
| 11.08.2009 | Marstal/Rise IF              | kampflos              | Stensballe IF      |
| 11.08.2009 | Tuse IF                      | 3:4                   | FC Lejre           |
| 11.08.2009 | BK Marienlyst                | 1:1 n. V. (3:4 i. E.) | Varde IF           |
| 11.08.2009 | IK Aalborg Chang             | 1:0                   | Taars-Ugilt IF     |
| 11.08.2009 | Bjerringbro IF               | 0:6                   | Aarhus Fremad      |
| 11.08.2009 | Nørre Uttrup B&IF            | 1:2                   | Blokhus FC         |
| 11.08.2009 | IK Skovbakken                | 0:2                   | Brabrand IF        |
| 11.08.2009 | B 1973 Herlev                | 1:5                   | Brønshøj BK        |
| 11.08.2009 | Østerbro IF                  | 0:3                   | Værløse BK         |
| 11.08.2009 | Frederiksberg Alliancen 2000 | 0:2                   | Allerød FK         |
| 12.08.2009 | B 1908 Amager                | 0:0 n. V. (6:5 i. E.) | FC Roskilde        |
| 12.08.2009 | BK Glostrup Albertslund      | 0:1 n. V.             | BK Frem Kopenhagen |
| 12.08.2009 | Frederiksberg BK             | 3:2                   | Virum/Sorgenfri BK |
| 12.08.2009 | FC Hjørring                  | 3:2                   | Skive IK           |
| 12.08.2009 | Gladsaxe-Hero BK             | 0:2                   | BK Skjold Østerbro |
| 12.08.2009 | Hirtshals BK                 | 0:3                   | Viborg FF          |
| 12.08.2009 | Lolland-Falster Alliancen    | 2:1 n. V.             | Næstved BK         |
| 12.08.2009 | Nors BK                      | 0:7                   | Thisted FC         |
| 12.08.2009 | Næsby BK                     | 0:2                   | Vejle BK           |
| 12.08.2009 | Ringsted IF                  | 3:2                   | Nakskov BK         |
| 12.08.2009 | Skovlunde Fodbold            | 1:2 n. V.             | Hellerup IK        |
| 12.08.2009 | Stenløse BK                  | 3:2                   | Hvidovre IF        |
| 12.08.2009 | Sædding/Guldager IF          | 2:3                   | Otterup B&IK       |
| 12.08.2009 | Viby IF                      | 1:3                   | Holstebro BK       |
| 13.08.2009 | AIK 65 Strøby                | 5:1                   | BK Frem Sakskøbing |
| 13.08.2009 | Assens FC                    | 4:3                   | Fjordager IF       |
| 13.08.2009 | B 73 Slagelse                | 1:3                   | Rishøj BK          |
| 13.08.2009 | Bruunshåb/Tapdrup IF         | 1:5                   | Lindholm IF        |
| 13.08.2009 | Christiansbjerg IF           | 0:1                   | FC Djursland       |
| 13.08.2009 | Darum IF                     | 0:3                   | Aabenraa BK        |
| 13.08.2009 | Døllefjelde-Musse IF         | 1:4                   | FC Vestsjælland    |
| 13.08.2009 | FC Campus Odense             | 0:1                   | Vejen SF           |
| 13.08.2009 | FC Svendborg                 | 1:6                   | FC Fredericia      |
| 13.08.2009 | Greve IF                     | 2:1                   | B.93 Kopenhagen    |
| 13.08.2009 | HA85 Silkeborg               | 1:7                   | AC Horsens         |
| 13.08.2009 | Hadsund BK                   | 3:4                   | Hobro IK           |
| 13.08.2009 | Husum BK                     | 01:11                 | BK Avarta          |
| 13.08.2009 | Ringkøbing IF                | 1:2                   | Odder IGF          |
| 13.08.2009 | Tommerup BK                  | 0:6                   | Kolding FC         |
| 13.08.2009 | Tved BK                      | 5:3                   | Vinding SF         |
| 13.08.2009 | Valby BK                     | 2:4                   | Svebølle B&I       |
| 13.08.2009 | Vanløse IF                   | 0:1                   | Lyngby BK          |
| 13.08.2009 | Tårnby FF                    | 2:0                   | AB Tårnby          |
| 13.08.2009 | BK Søllerød-Vedbæk           | kampflos              | Ølstykke FC        |
| 19.08.2009 | ÍF Føroyar                   | 0:3                   | AB Gladsaxe        |

## 2. Runde
Teilnehmer waren die 48 Sieger der ersten Runde, der Erste und Zweite der 1. Division 2008/09, sowie die 6 Teams auf den Plätzen fünf bis zehn der Superliga 2008/09.
| Datum      |                           | Ergebnis              |                     |
| ---------- | ------------------------- | --------------------- | ------------------- |
| 26.08.2009 | AC Horsens                | 0:1                   | Vejle BK            |
| 26.08.2009 | AIK 65 Strøby             | 3:2                   | Avedøre IF          |
| 26.08.2009 | Assens FC                 | 1:5                   | FC Fredericia       |
| 26.08.2009 | B 1908 Amager             | 1:3                   | Brønshøj BK         |
| 26.08.2009 | Elite 3000 Fodbold        | 3:1                   | BK Skjold Østerbro  |
| 26.08.2009 | FC Djursland              | 3:3 n. V. (3:5 i. E.) | Aarhus Fremad       |
| 26.08.2009 | FC Fyn                    | 1:3                   | Aalborg BK          |
| 26.08.2009 | FC Hjørring               | 0:2                   | Silkeborg IF        |
| 26.08.2009 | FC Vestsjælland           | 1:2                   | Esbjerg fB          |
| 26.08.2009 | BK Frem Kopenhagen        | 0:3                   | HB Køge             |
| 26.08.2009 | Greve IF                  | 3:4                   | SønderjyskE Fodbold |
| 26.08.2009 | Hobro IK                  | 2:1 n. V.             | Kolding FC          |
| 26.08.2009 | Holstebro BK              | 3:5 n. V.             | Thisted FC          |
| 26.08.2009 | Lolland-Falster Alliancen | 1:2                   | Lyngby BK           |
| 26.08.2009 | Lindholm IF               | 1:5                   | Blokhus FC          |
| 26.08.2009 | Ringsted IF               | 0:9                   | FC Nordsjælland     |
| 26.08.2009 | Rishøj BK                 | 2:0                   | Stenløse BK         |
| 26.08.2009 | Svebølle B&I              | 1:2                   | Allerød FK          |
| 26.08.2009 | BK Søllerød-Vedbæk        | 0:3                   | AB Gladsaxe         |
| 26.08.2009 | Tved BK                   | 1:0 n. V.             | Odder IGF           |
| 26.08.2009 | Tårnby BK                 | 1:0                   | BK Avarta           |
| 26.08.2009 | Vejen SF                  | 1:1 n. V. (5:4 i. E.) | Varde IF            |
| 26.08.2009 | Viborg FF                 | 1:0                   | Aarhus GF           |
| 26.08.2009 | Værløse BK                | 1:3 n. V.             | Frederiksberg BK    |
| 26.08.2009 | Aabenraa BK               | 0:2                   | Brabrand IF         |
| 26.08.2009 | IK Aalborg Chang          | 1:3                   | Marstal/Rise IF     |
| 02.09.2009 | FC Lejre                  | 1:4                   | Hellerup IK         |
| 09.09.2009 | Otterup B&IK              | 0:5                   | Randers FC          |

## 3. Runde
Teilnehmer: Die 28 Sieger der zweiten Runde und die 4 Vereine auf den Plätzen eins bis vier der Superliga 2008/09.
| Datum      |                    | Ergebnis              |                     |
| ---------- | ------------------ | --------------------- | ------------------- |
| 16.09.2009 | Brønshøj BK        | 1:3                   | FC Midtjylland      |
| 23.09.2009 | Vejen SF           | 0:9                   | Raders FC           |
| 23.09.2009 | Thisted FC         | 0:3                   | Aalborg BK          |
| 23.09.2009 | Marstal/Rise IF    | 1:3                   | Silkeborg IF        |
| 23.09.2009 | FC Fredericia      | 3:5                   | Odense BK           |
| 23.09.2009 | Tved BK            | 0:2                   | HB Køge             |
| 23.09.2009 | AB Gladsaxe        | 1:4                   | FC Nordsjælland     |
| 23.09.2009 | Hellerup IK        | 2:4                   | SønderjyskE Fodbold |
| 23.09.2009 | Elite 3000 Fodbold | 1:2                   | FC Kopenhagen       |
| 23.09.2009 | Aarhus Fremad      | 0:0 n. V. (3:4 i. E.) | Brabrand IF         |
| 23.09.2009 | Rishøj BK          | 0:4                   | Viborg FF           |
| 23.09.2009 | Frederiksberg BK   | 0:4                   | Vejle BK            |
| 23.09.2009 | Allerød FK         | 0:2                   | Hobro IK            |
| 23.09.2009 | AIK 65 Strøby      | 5:4                   | AIK 65 Strøby       |
| 23.09.2009 | Blokhus FC         | 0:2                   | Brøndby IF          |
| 01.10.2009 | Lyngby BK          | 1:2                   | Esbjerg fB          |

## 4. Runde
Teilnehmer: Die 16 Sieger der dritten Runde.
| Datum      |                     | Ergebnis |                 |
| ---------- | ------------------- | -------- | --------------- |
| 21.10.2009 | Brabrand IF         | 0:2      | HB Køge         |
| 21.10.2009 | AIK 65 Strøby       | 1:5      | FC Nordsjælland |
| 27.10.2009 | Randers FC          | 1:2      | Odense BK       |
| 28.10.2009 | Esbjerg fB          | 0:5      | FC Midtjylland  |
| 28.10.2009 | Vejle BK            | 1:0      | Brøndby IF      |
| 28.10.2009 | Viborg FF           | 1:3      | Silkeborg IF    |
| 29.10.2009 | Hobro IK            | 2:1      | Aalborg BK      |
| 29.10.2009 | SønderjyskE Fodbold | 5:0      | FC Kopenhagen   |

## Viertelfinale
| Datum      |              | Ergebnis  |                     |
| ---------- | ------------ | --------- | ------------------- |
| 08.04.2010 | Hobro IK     | 1:2       | FC Midtjylland      |
| 08.04.2010 | Silkeborg IF | 1:3 n. V. | FC Nordsjælland     |
| 08.04.2010 | Vejle BK     | 2:1       | SønderjyskE Fodbold |
| 08.04.2010 | HB Køge      | 1:3       | Odense BK           |

## Halbfinale
| Datum          |                 | Gesamt |           | Hinspiel | Rückspiel |
| -------------- | --------------- | ------ | --------- | -------- | --------- |
| 21./28.04.2010 | FC Midtjylland  | 4:2    | Odense BK | 2:0      | 2:2       |
| 22./29.04.2010 | FC Nordsjælland | 4:0    | Vejle BK  | 2:0      | 2:0       |

## Finale
| Paarung         | FC Nordsjælland – FC Midtjylland |
| Ergebnis        | 2:0 n. V. |
| Datum           | 13. Mai 2010 |
| Stadion         | Parken, Kopenhagen |
| Zuschauer       | 18.856 |
| Schiedsrichter  | Nicolai Vollquartz |
| Tore            | 1:0 Nicolai Stokholm (97.) 2:0 Bajram Fetai (106.) |
| FC Nordsjælland | Jesper Hansen – Henrik Kildentoft, Benjamin Kibebe, Andreas Bjelland, Pierre Bengtsson – Tobias Mikkelsen (66. Andreas Laudrup), Nicolai Stokholm , Michael Parkhurst, Matti Lund Nielsen (60. Sibusiso Zuma) – Bajram Fetai, Nicki Bille Nielsen (99. Andreas Granskov Hansen) Cheftrainer: Morten Wieghorst |
| FC Midtjylland  | Jonas Lössl – Kolja Afriyie, Martin Albrechtsen, Winston Reid, Leon Jessen – Mikkel Thygesen , Izunna Uzochukwu, Mads Albæk (100. Christian Sivebæk), Jonas Borring – Ken Ilsø (73. Danny Olsen), Babajide Collins Babatunde (73. Frank Kristensen) Cheftrainer: Allan Kuhn                                   |
| Gelbe Karten    | Michael Parkhurst – keine |
| Platzverweise   | Winston Reid – keine |